# Kurt Hasse
Kurt Hasse (Mainz, 7 februari 1907 – Sovjet-Unie, 9 januari 1944) was een Duits ruiter, die gespecialiseerd was in springen. Hasse won tijdens de spelen van 1936 zowel individueel als in de landenwedstrijd de gouden medaille. Hasse kwam om het leven bij gevechten tijdens de Tweede Wereldoorlog.

## Resultaten
- Olympische Zomerspelen 1936 in Berlijn  individueel springen met Tora
- Olympische Zomerspelen 1936 in Berlijn  landenwedstrijd springen met Tora

- Gemeinsame Normdatei: 1034744429
- Virtual International Authority File: 301440611

1900: Aimé Haegeman ·
1912: Jean Cariou ·
1920: Tommaso Lequio di Assaba ·
1924: Alphonse Gemuseus ·
1928: František Ventura ·
1932: Takeichi Nishi ·
1936: Kurt Hasse ·
1948: Humberto Mariles ·
1952: Pierre Jonquères d'Oriola ·
1956: Hans Günter Winkler ·
1960: Raimondo D'Inzeo ·
1964: Pierre Jonquères d'Oriola ·
1968: William Steinkraus ·
1972: Graziano Mancinelli ·
1976: Alwin Schockemöhle ·
1980: Jan Kowalczyk ·
1984: Joe Fargis ·
1988: Pierre Durand ·
1992: Ludger Beerbaum ·
1996: Ulrich Kirchhoff ·
2000: Jeroen Dubbeldam ·
2004: Rodrigo Pessoa ·
2008: Eric Lamaze ·
2012: Steve Guerdat ·
2016: Nick Skelton ·
2020: Ben Maher ·
2024: Christian Kukuk
1912: Lewenhaupt, Kilman, von Rosen ·
1920: König, von Rosen, Norling ·
1924: Thelning, Ståhle, Lundström ·
1928: Navarro, Álvarez, García ·
1936: Hasse, von Barnekow, Brandt ·
1948: Mariles, Uriza, Valdés ·
1952: White, Stewart, Llewellyn ·
1956: Winkler, Thiedemann, Lütke-Westhues ·
1960: Winkler, Thiedemann, Schockemöhle ·
1964: Schridde, Jarasinski, Winkler ·
1968: Day, Gayford, Elder ·
1972: Ligges, Wiltfang, Steenken, Winkler ·
1976: Parot, Rozier, Roguet, Roche ·
1980: Tsjoekanov, Poganovsky, Asmaje, Korolkov ·
1984: Fargis, Homfeld, Burr Howard, Smith ·
1988: Beerbaum, Brinkmann, Hafemeister, Sloothaak ·
1992: Raijmakers, Romp, Tops, Lansink ·
1996: Sloothaak, Nieberg, Kirchhoff, Beerbaum ·
2000: Beerbaum, Nieberg, Ehning, Becker ·
2004: Wylde, Ward, Madden, Kappler ·
2008: Ward, Kraut, Simpson, Madden ·
2012: Skelton, Maher, Brash, Charles ·
2016: Rozier, Staut, Bost, Leprévost ·
2020: von Eckermann, Baryard-Johnsson, Fredricson ·
2024: Maher, Charles, Brash